# Ксьонжениці (Мазовецьке воєводство)
Ксьонжениці (пол. Książenice) — село в Польщі, у гміні Гродзиськ-Мазовецький Ґродзиського повіту Мазовецького воєводства.
Населення — 1214 осіб (2011).
У 1975-1998 роках село належало до Варшавського воєводства.

## Демографія
Демографічна структура станом на 31 березня 2011 року:
|          | Загалом | Допрацездатний вік | Працездатний вік | Постпрацездатний вік |
| -------- | ------- | ------------------ | ---------------- | -------------------- |
| Чоловіки | 604     | 164                | 407              | 33                   |
| Жінки    | 610     | 147                | 376              | 87                   |
| Разом    | 1214    | 311                | 783              | 120                  |